# 15 años y un día
15 años y un día è film del 2013 diretto da Gracia Querejeta.

## Trama
Il film racconta la storia di Jon, adolescente inquieto e disobbediente che comincia a frequentare cattive compagnie. Per rimediare a questa situazione difficile la madre lo manda in un piccolo villaggio costiero con il nonno, un soldato in pensione che ha prestato servizio nella guerra in Bosnia.